# Stadion Ulsan Munsu
Stadion Ulsan Munsu, Ulsan Munsu Football Stadium lub Big Crown Stadium – stadion piłkarski położony w koreańskim mieście Ulsan. Spotkania domowe rozgrywa na nim klub K-League, Ulsan Hyundai Horang-i.

## Historia
Stadion został otwarty w 2001 roku. Posiada 44 466 miejsc siedzących. Rozegrane zostały na nim trzy mecze Mistrzostw Świata 2002:
Mecze fazy grupowej:
- 31 maja:  Urugwaj 1 : 2 Dania
- 3 czerwca:  Brazylia 2 : 1 Turcja

Ćwierćfinał:
- 21 czerwca:  Niemcy 1 : 0 USA